# Acantholimon linczevskianum
Acantholimon linczevskianum är en triftväxtart som beskrevs av Lazkov. Acantholimon linczevskianum ingår i släktet Acantholimon och familjen triftväxter. Inga underarter finns listade i Catalogue of Life.